# Valle del Guadalhorce
Die Comarca Valle del Guadalhorce ist eine der neun Comarcas in der Provinz Málaga. Sie wurde, wie alle Comarcas in der Autonomen Gemeinschaft Andalusien, mit Wirkung zum 28. März 2003 eingerichtet. Die Comarca hat allerdings lediglich die Funktion von Planungsregionen für den Tourismus und die Entwicklung sportlicher Einrichtungen.
Die im Zentrum der Provinz gelegene Comarca umfasst 8 Gemeinden mit  150.389 Einwohnern (Stand 1. Januar 2019), also etwa 9 % der Provinzbevölkerung.

## Lage
| Guadalteba           | Antequera                                   |                                 |
| Sierra de las Nieves | Kompassrose, die auf Nachbargemeinden zeigt | Comarca Metropolitana de Málaga |
|                      | Costa del Sol Occidental                    |                                 |

## Gemeinden
| Gemeinde                      | Einwohner (2024) | Fläche km² | Dichte Einw./km² | Cod INE | Postleitzahl |
| ----------------------------- | ---------------- | ---------- | ---------------- | ------- | ------------ |
| Alhaurín de la Torre          | 44.057           | 82,70      | 533              | 29007   | 29130        |
| Alhaurín el Grande            | 27.647           | 73,10      | 378              | 29008   | 29120        |
| Almogía                       | 4.132            | 162,89     | 25               | 29011   | 29150        |
| Álora                         | 13.570           | 169,62     | 80               | 29012   | 29500, 29510 |
| Cártama                       | 28.934           | 105,10     | 275              | 29038   | 29570        |
| Coín                          | 25.809           | 127,37     | 203              | 29042   | 29100        |
| Pizarra                       | 10.177           | 63,61      | 160              | 29080   | 29560        |
| Valle de Abdalajís            | 2.435            | 21,17      | 115              | 29093   | 29240        |
| Comarca Valle del Guadalhorce | 156.761          | 805,56     | 195              | –       | –            |

## Nachweise
1. ↑  Instituto Nacional de Estadística Municipal Register of Spain
2. ↑  Orden de 14 de marzo de 2003, por la que se aprueba el mapa de comarcas de Andalucía a efectos de la planificación de la oferta turística y deportiva, Boletín Oficial de la Junta de Andalucía (Amtsblatt der Regierung von Andalusien), Nr. 59 vom 27. März 2003, S. 6248